# Desafía tu mente
Desafía tu mente  fue un programa de televisión diario emitido por Televisión Española presentado por Antonio Lobato. El formato se emitió entre el 14 de junio de 2016 y el 26 de octubre de 2018 en La 1.

## Formato
Adaptación del programa de National Geographic Channel Brain Games, en el que a través de experimentos científicos y juegos se pone a prueba la capacidad de la mente humana.

## Invitados
- Fernando Alonso - Piloto de Fórmula 1 - Programa 1
- Jacob Petrus - Climatólogo y divulgador científico - Programa 2
- Mariló Montero - Periodista y presentadora - Programa 5
- Jota Abril - Periodista y presentador - Programa 5
- Jesús Álvarez - Periodista - Programa 6
- Fernando Romay - Exjugador de baloncesto - Programa 7
- Octavi Pujades - Actor - Programa 11
- Estopa - Grupo musical - Programa 13
- Carlos Maldonado - Ganador de Masterchef 3 - Programa 14
- Carlos García Hirschfeld - Periodista y presentador - Programa 15
- Elisa Mouliaá - Actriz y presentadora - Programa 16
- Paula Prendes - Actriz y presentadora - Programa 22
- Mònica López - Meteoróloga - Programa 24
- David Janer - Actor - Programa 27
- Norma Ruiz - Actriz - Programa 28
- David Otero - Cantante - Programa 29
- Roberto Leal - Periodista y presentador - Programa 29
- Óscar Higares - Torero - Programa 31
- Hermanos Torres -  cocineros - Programa 32
- Cali y El Dandee - Cantantes - Programa 33
- Kira Miró - Actriz y presentadora - Programa 34
- Raúl Fernández - Actor - Programa 35
- Javier Castillo 'Poty' - Bailarín y coreógrafo - Programa 36
- Toño Pérez - Cocinero - Programa 37
- La Oreja de Van Gogh - Cantantes - Programa 38
- Manu Tenorio - Cantante - Programa 39
- Dvicio - Cantantes - Programa 41
- Sara Sálamo - Actriz - Programa 44
- Zahara - Cantante - Programa 46
- Alberto Amarilla - Actor - Programa 51
- Efecto Pasillo - Cantantes - Programa 52
- Daniel Holguin - Actor - Programa 54
- Julián Villagrán - Actor - Programa 54
- Carlos Sainz Jr. - Piloto de Fórmula 1 - Programa 59
- Carlos Coloma - Deportista - Programa 61
- Daida Ruano e Iballa Ruano - Deportistas - Programa 63
- Pedro Duque - Astronauta y Ministro de Ciencia, Innovación y Universidades - Programa 74

## Episodios y audiencias

### Primera temporada (2016)
| Programas emitidos | Programas emitidos  | Programas emitidos | Programas emitidos | Programas emitidos |
| N.º                | Fecha de emisión    | Espectadores       | Share              |                    |
| ------------------ | ------------------- | ------------------ | ------------------ | ------------------ |
| 1                  | 14 de junio de 2016 | 1 588 000          | 8,3%               |                    |
| 2                  | 15 de junio de 2016 | 1 723 000          | 8,9%               |                    |
| 3                  | 16 de junio de 2016 | 1 174 000          | 6,1%               |                    |
| 4                  | 21 de junio de 2016 | 621 000            | 3,2%               |                    |
| 5                  | 22 de junio de 2016 | 1 297 000          | 7,6%               |                    |
| 6                  | 23 de junio de 2016 | 1 193 000          | 8,8%               |                    |

### Segunda temporada (2016)
| Programas emitidos | Programas emitidos       | Programas emitidos | Programas emitidos | Programas emitidos |
| N.º                | Fecha de emisión         | Espectadores       | Share              |                    |
| ------------------ | ------------------------ | ------------------ | ------------------ | ------------------ |
| 7                  | 29 de agosto de 2016     | 1 228 000          | 8,5%               |                    |
| 8                  | 30 de agosto de 2016     | 1 436 000          | 10,0%              |                    |
| 9                  | 31 de agosto de 2016     | 1 181 000          | 8,2%               |                    |
| 10                 | 1 de septiembre de 2016  | 1 032 000          | 6,7%               |                    |
| 11                 | 2 de septiembre de 2016  | 1 066 000          | 8,7%               |                    |
| 12                 | 6 de septiembre de 2016  | 1 287 000          | 8,5%               |                    |
| 13                 | 8 de septiembre de 2016  | 889 000            | 5,7%               |                    |
| 14                 | 9 de septiembre de 2016  | 1 113 000          | 8,8%               |                    |
| 15                 | 12 de septiembre de 2016 | 1 495 000          | 8,7%               |                    |
| 16                 | 13 de septiembre de 2016 | 1 695 000          | 9,2%               |                    |
| 17                 | 14 de septiembre de 2016 | 1 301 000          | 7,4%               |                    |
| 18                 | 15 de septiembre de 2016 | 2 052 000          | 11,7%              |                    |
| 19                 | 16 de septiembre de 2016 | 1 351 000          | 9,1%               |                    |
| 20                 | 19 de septiembre de 2016 | 1 493 000          | 8,1%               |                    |
| 21                 | 20 de septiembre de 2016 | 1 733 000          | 9,6%               |                    |
| 22                 | 21 de septiembre de 2016 | 954 000            | 5,4%               |                    |
| 23                 | 22 de septiembre de 2016 | 1 958 000          | 10,8%              |                    |
| 24                 | 26 de septiembre de 2016 | 1 860 000          | 10,1%              |                    |
| 25                 | 27 de septiembre de 2016 | 1 556 000          | 8,0%               |                    |
| 26                 | 28 de septiembre de 2016 | 1 130 000          | 6,2%               |                    |
| 27                 | 29 de septiembre de 2016 | 1 924 000          | 10,7%              |                    |
| 28                 | 3 de octubre de 2016     | 1 729 000          | 9,2%               |                    |
| 29                 | 4 de octubre de 2016     | 1 901 000          | 10,1%              |                    |
| 30                 | 5 de octubre de 2016     | 1 310 000          | 7,0%               |                    |

### Tercera temporada (2018)
| Programas emitidos | Programas emitidos       | Programas emitidos | Programas emitidos | Programas emitidos |
| N.º                | Fecha de emisión         | Espectadores       | Share              |                    |
| ------------------ | ------------------------ | ------------------ | ------------------ | ------------------ |
| 31/32              | 3 de septiembre de 2018  | 1 023 000          | 6,4%               |                    |
| 33                 | 4 de septiembre de 2018  | 1 121 000          | 7,2%               |                    |
| 34                 | 4 de septiembre de 2018  | 1 563 000          | 9,8%               |                    |
| 35                 | 5 de septiembre de 2018  | 1 095 000          | 7,1%               |                    |
| 36                 | 5 de septiembre de 2018  | 1 615 000          | 10,4%              |                    |
| 37                 | 6 de septiembre de 2018  | 1 195 000          | 7,9%               |                    |
| 38                 | 6 de septiembre de 2018  | 1 272 000          | 8,3%               |                    |
| 39                 | 10 de septiembre de 2018 | 1 277 000          | 7,9%               |                    |
| 40                 | 12 de septiembre de 2018 | 1 056 000          | 6,5%               |                    |
| 41                 | 12 de septiembre de 2018 | 1 200 000          | 7,5%               |                    |
| 42                 | 13 de septiembre de 2018 | 1 325 000          | 8,2%               |                    |
| 43/44              | 17 de septiembre de 2018 | 1 428 000          | 8,2%               |                    |
| 45                 | 18 de septiembre de 2018 | 1 276 000          | 7,5%               |                    |
| 46                 | 18 de septiembre de 2018 | 1 438 000          | 8,4%               |                    |
| 47                 | 19 de septiembre de 2018 | 1 382 000          | 8,2%               |                    |
| 48/49              | 20 de septiembre de 2018 | 1 469 000          | 8,7%               |                    |
| 50/51              | 24 de septiembre de 2018 | 1 390 000          | 8,1%               |                    |
| 52/53              | 25 de septiembre de 2018 | 1 455 000          | 8,5%               |                    |
| 54                 | 26 de septiembre de 2018 | 1 451 000          | 8,4%               |                    |
| 55/56              | 27 de septiembre de 2018 | 1 517 000          | 9,0%               |                    |
| 57                 | 1 de octubre de 2018     | 1 124 000          | 6,3%               |                    |
| 58                 | 2 de octubre de 2018     | 1 085 000          | 6,2%               |                    |
| 59                 | 3 de octubre de 2018     | 1 264 000          | 7,3%               |                    |
| 60/61              | 4 de octubre de 2018     | 1 450 000          | 8,4%               |                    |
| 62                 | 8 de octubre de 2018     | 1 194 000          | 6,7%               |                    |
| 63/64              | 9 de octubre de 2018     | 1 637 000          | 9,2%               |                    |
| 65                 | 10 de octubre de 2018    | 1 633 000          | 9,3%               |                    |
| 66                 | 16 de octubre de 2018    | 1 336 000          | 7,3%               |                    |
| 67                 | 17 de octubre de 2018    | 1 501 000          | 8,2%               |                    |
| 68/69              | 18 de octubre de 2018    | 1 705 000          | 9,2%               |                    |
| 70/71              | 22 de octubre de 2018    | 1 420 000          | 7,7%               |                    |
| 72                 | 23 de octubre de 2018    | 1 052 000          | 5,7%               |                    |
| 73                 | 23 de octubre de 2018    | 1 314 000          | 7,2%               |                    |
| 74                 | 24 de octubre de 2018    | 1 463 000          | 8,1%               |                    |
| 75                 | 25 de octubre de 2018    | 1 517 000          | 8,4%               |                    |
| 76                 | 26 de octubre de 2018    | 1 214 000          | 7,5%               |                    |

## Audiencia media de todas las ediciones
| Temporada                           | Fecha | Programas | Cadena | Espectadores | Share |
| ----------------------------------- | ----- | --------- | ------ | ------------ | ----- |
| Desafía tu mente: Primera temporada | 2016  | 6         | La1    | 1 266 000    | 7,2%  |
| Desafía tu mente: Segunda temporada | 2016  | 24        | La1    | 1 445 000    | 8,6%  |
| Desafía tu mente: Tercera temporada | 2018  | 46        | La1    | 1 346 000    | 7,9%  |